# Buk, Prachatice
Buk là một làng thuộc huyện Prachatice, vùng Jihočeský, Cộng hòa Séc.